# Saison 18 d'Inspecteur Barnaby
Chronologie
Saison 17 Saison 19
Cet article présente la dix-huitième saison de la série télévisée Inspecteur Barnaby.

## Synopsis
Les enquêtes continuent pour l'inspecteur-chef John Barnaby et son sergent Charlie Nelson. Ils sont épaulés par une nouvelle médecin légiste Kam Karimore

## Distribution
Acteurs principaux
- Neil Dudgeon : Inspecteur John Barnaby
- Gwilym Lee : Sergent Charlie Nelson

Acteurs récurrents
- Fiona Dolman : Sarah Barnaby
- Manjinder Virk (en) : Dr Kam Karimore

## Liste des épisodes
1. Habeas corpus
2. L'incident de Cooper Hill
3. Chaînes brisées
4. Sculptures et sépultures
5. Le trésor des Milson
6. Moisson d'âmes

### Épisode 1:Habeas corpus
- Grande-Bretagne : 6 janvier 2016
- France : 12 juin 2016

- Grande-Bretagne : 6 040 000 téléspectateurs
- France : 3 307 000 téléspectateurs (13 %)[1]

### Épisode 2:L'incident de Cooper Hill
- Grande-Bretagne : 13 janvier 2016
- France : 26 juin 2016

- Grande-Bretagne : 5 900 000 téléspectateurs
- France : 3 064 000 téléspectateurs (12,9 %)

### Épisode 3:Chaînes brisées
- Grande-Bretagne : 27 janvier 2016
- France : 17 juillet 2016

- Grande-Bretagne : 5 800 000 téléspectateurs
- France : 3 200 000 téléspectateurs (16,7 %)

### Épisode 4:Sculptures et sépultures
- Grande-Bretagne : 3 février 2016
- France : 24 juillet 2016

- Grande-Bretagne : 5 540 000 téléspectateurs
- France : 3 174 000 téléspectateurs (16,1 %)

- Adrian Scarborough (Tony Pitt)

### Épisode 5:Le trésor des Milson
- Grande-Bretagne : 10 février 2016
- France : 31 juillet 2016

- Grande-Bretagne : 5 830 000 téléspectateurs
- France : 3 246 000 téléspectateurs

### Épisode 6:Moissons d'âmes
- Grande-Bretagne : 17 février 2016
- France :

- Grande-Bretagne : 5 600 000 téléspectateurs
- France : 2 891 000 téléspectateurs